# ルスラン・ジャクスィルィコフ
ルスラン・ファティフーリ・ジャクスィルィコフ（カザフ語: Руслан Фатихͱлы Жа͛сылы͛ов、1966年3月4日 - ）は、カザフスタン共和国の軍人。上級大将。2022年から2025年まで国防大臣を務めた。

## 経歴
アルマトイ州カスケレン市出身。カザフ人。
中学校卒業後、1983年にI.S.コーネフ名称アルマアタ高等諸兵科共通指揮学校に入校し、指揮戦術専攻で1987年に卒業した。1987年から偵察小隊長、偵察中隊長、大隊参謀長を歴任。
1996年、指揮・幕僚作戦・戦術部隊情報専攻で、M.V.フルンゼ名称軍事アカデミー軍事情報学部を卒業。同年、親衛自動車化狙撃師団（オタル村）の情報部長。同年12月から国内軍第1作戦任務旅団の参謀長、特殊任務大隊長。
1998年9月、連隊（軍部隊5485。シュムケント市）長。2000年～2003年、作戦任務旅団（軍部隊6506。シュムケント市）長。2001年、35歳で少将に昇進。2003年、シュムケント市マスリハート（市議会）代議員に選出。
2004年、国家軍事安全保障専攻で、ロシア連邦軍参謀本部アカデミー高等学術課程を修了。
2006年～2007年、国内軍副司令官。2007年～2008年、国内軍第一副司令官/総本部長。
2008年9月4日から国内軍司令官。2014年4月より国内軍が改編され発足したカザフスタン国家警備隊司令官。
2021年9月29日、ジャクスィルィコフは国家警備隊司令官を兼任しつつ内務副大臣に就任した。
2022年カザフスタン反政府デモを受けて、2022年1月19日、カシムジョマルト・トカエフ大統領によって国防大臣に任命された。
しかしカザフスタンにおけるインフラ整備の遅れをめぐってトカエフと対立するようになり、2025年6月8日に更迭された。

## パーソナル
ソ連とカザフスタンからメダル14個を受章。
妻帯、2児を有する。若い頃、カザフスタンの柔道チームに入っていた。